# Cryptophyllaspis bornmuelleri
Cryptophyllaspis bornmuelleri är en insektsart som först beskrevs av Karl Hermann Leonhard Lindinger 1911.  Cryptophyllaspis bornmuelleri ingår i släktet Cryptophyllaspis och familjen pansarsköldlöss. Inga underarter finns listade i Catalogue of Life.